# Vasumitra
Vasumitra ou Sumitra (? — 124 a.C.) foi o quarto imperador do Império Sunga, dinastia que se estendeu num período de tempo entre o ano de 185 a.C. e o ano 73 a.C. Governou entre o ano 131 a.C. e o ano 124 a.C. Foi antecedido no trono por Vasujyesta e sucedido por Andraka.